# Ann Lewis
Ann Lewis (アン・ルイス) est une chanteuse pop-rock japonaise, née le 5 juin 1956 à Takarazuka (préfecture de Hyōgo), au Japon.

## Biographie
Ann Lewis naît d'une mère japonaise et d'un père américain. Elle débute à 15 ans en 1971, et connaît le succès dans les années 1970 et 1980, remarquée par ses chansons comme par son look original, interprétant notamment le tube Roppongi Shinju en 1984, un classique maintes fois repris depuis. Elle épouse en 1980 le chanteur Masahiro Kuwana, avec qui elle a deux enfants, dont le futur acteur Myūji, avant de divorcer en 1984.
Elle ralentit sa carrière au milieu des années 1990 à la suite de problèmes de santé, s'installe aux États-Unis, et se reconvertit dans le stylisme. Elle ré-enregistre quelques-uns de ses titres pour des compilations dans les années 2000.

## Discographie
| - 白い週末 (1971.2.25) - わかりません (1973.4.25) - グッド・バイ・マイ・ラブ (1974.4.5) - ハネムーン・イン・ハワイ (1974.8.25) - フォー・シーズン (1974.11.25) - 甘い予感 (1977.8) - 女はそれを我慢できない (1978.5.5) - 女にスジは通らない (1978.9.5) - アイム・ア・ロンリー・レディ (1979.6.25) - 恋のブギ・ウギ・トレイン (1979.12.25) - BOOGIE WOOGIE LOVE TRAIN (1980.6.5) - LINDA (1980.8.5) - ラ・セゾン (1982.6.5) - LUV-YA (1983.2.21) - 薔薇の奇蹟 (1983.5.1) - I Love Youより愛してる (1983.10.21) - 六本木心中 (Roppongi Shinju) (1984.10.5) - ピンクダイヤモンド (1985.3.5) - あゝ無情 (1986.4.21) - 天使よ故郷を見よ (1987.5.1) - KATANA (1988.4.21) - 美人薄命 (1989.3.21) - woman (1989.9.6) - 欲望 (1990.6.21) - Finish!!(1990.10.3) - 夜に傷ついて(1992.5.21) - Lovin’You (1992.11.21) - YA！YA！(1993.7.21) - MIDNIGHT SUN (1994.5.21) - I’M IN LOVE (1994.9.21) - WOMANISM RHYTHM (1995.9.21) - 恋を眠らせて (1996.8.21) - VENDETTA (1997.11.21) - 豹柄とPINK (1998.2.21) - 千年愛 (1999.2.3) | - La Saison d'Amour (1982) - Heavy Moon (1983) - Dri夢・X-T-C (Dream X-T-C) (1984) - 全曲集 (1984) - 遊女 (Yujo) (1986) - JOSHIN (1987) - 女息-MEIKI- (1988) - MY NAME IS WOMAN (1989) - RUDE (1990) - K･ROCK (1992) - Rockadelic (1993) - Piercer (1994) - La Adelita (1996) - Fetish (1998) - 全曲集 (1985) - WOMANISM I (1991) - WOMANISM II (1991) - WOMANISM III (1991) - WOMANISM IV (1995) - WOMANISM BEST (2000) - ANN LEWIS Best Selection (2005) - WOMANISM COMPLETE BEST (2006) - CHEEK I (2007) - CHEEK II (2007) - CHEEK III (2007) - Girls Night Out (2003) - me-mySELF-ann-i "refreshed" (2004) - REBIRTH Self-cover Best (2005) - Pink Christmas - Pukkalicious - Cheek IV (2007) |